# Oulunkylä
Oulunkylä (Åggelby en sueco, también conocido como Ogeli o Oglu) es un suburbio de Helsinki, capital de Finlandia. Se encuentra a 6 km al norte del centro de la ciudad.
Ha sido habitado desde el siglo XIII. Antes fue una comunidad independiente, se hizo parte de Helsinki en 1946. Hay una pista de patinaje usada para patinaje de velocidad en Oulunkylä.

## Famosos de Oulunkylä
Músicos

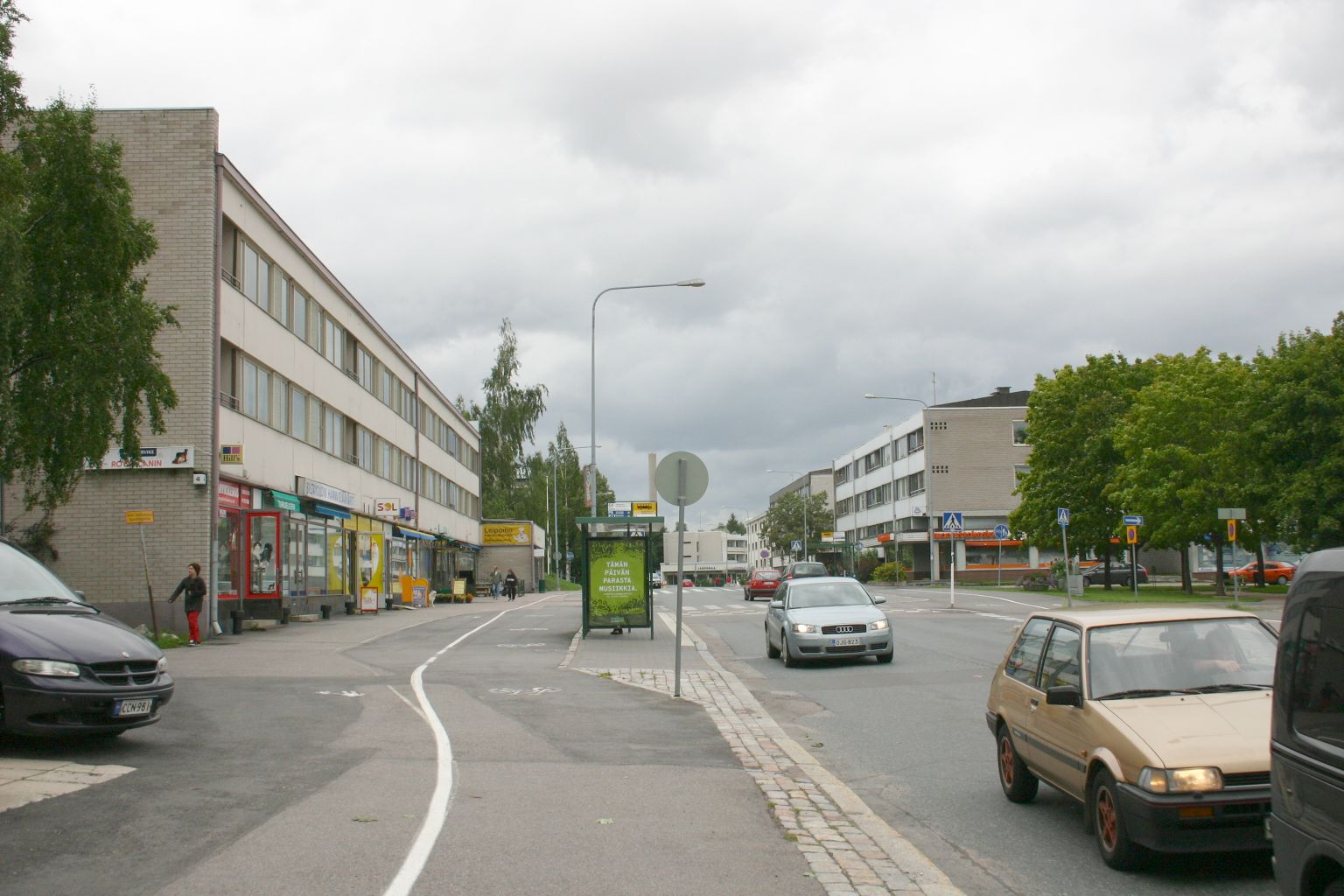
Calle en Oulunkylä (Siltavoudintie).

Ville Valo y Tapio Rautavaara son de Oulunkylä. Tapio Rautavaara tiene una estatua en Oulunkylä. Los cantantes de ópera Cynthia Makris y Raimo Sirkiä construyeron su casa en la parcela en la que estaba situada la casa de Rautavaara. También el bajista Mikko Paananen es de Oulunkylä.
Escritores
Colliander, Joel Lehtonen, Larin-Kyösti y el autor estonio Friedebert Tuglas han vivido en Oulunkylä.
Artistas
La ilustradora Ola Fogelberg, creadora de Pekka Puupää. Helena Hietanen estudió en el mismo instituto que Ville Valo, unos cuantos años antes pero ambos bajo la supervisión de los legendarios profesores Erkki Falk (matemáticas) y Erik Relander (historia).
Políticos
Vladimir Lenin vivió aquí escondido de la policía del Zar.